# Paul Pavlovitch Demidoff
 (février 2019).
Si vous disposez d'ouvrages ou d'articles de référence ou si vous connaissez des sites web de qualité traitant du thème abordé ici, merci de compléter l'article en donnant les références utiles à sa vérifiabilité et en les liant à la section « Notes et références ».
Paul Pavlovitch Demidoff, 2e prince de San Donato, est un industriel et collectionneur russe né le 9 octobre 1839 à Francfort-sur-le-Main (Allemagne) et mort le 26 janvier 1885 à Florence (Italie).

## Biographie
Fils aîné de Paul Nikolaïevitch Demidoff (1798-1840), petit-fils de Nicolas Demidoff, Paul Pavlovitch Demidoff épouse, le 1er juin 1867, la princesse Marie Elimovna Mestcherski (1844-1868), ancienne demoiselle d'honneur de l'impératrice Marie. 
Celle-ci meurt deux jours après lui avoir donné un fils, Elim Pavlovitch, né le 6 août 1868 à Hietzing dans la banlieue de Vienne (Autriche). Cette perte éprouve durement Paul Pavlovitch, qui reste longtemps inconsolable, passant de long moments à la Villa San Donato dans la pièce où étaient conservées les robes de sa femme, pour tenter de retrouver sa présence.

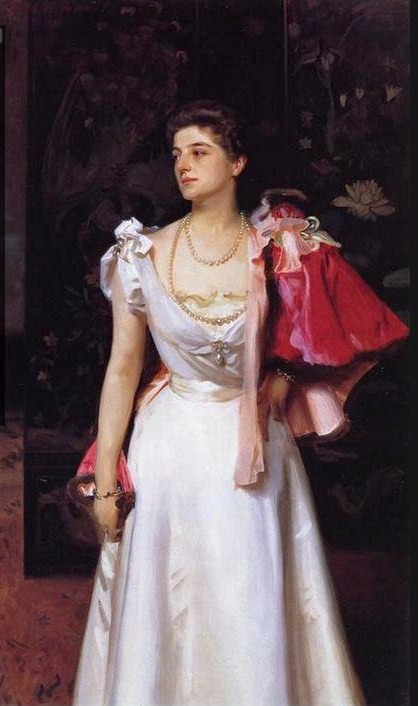
Portrait de la princesse Demidoff, née Troubetzkoï (huile de John Singer Sargent, vers 1890-1895).

En 1871, il se remarie avec la princesse Hélène Petrovna Troubetzkoï (1853-1917) qui lui donnera six enfants (cf. Famille Demidoff). La princesse estime que la Villa San Donato rappelle à son mari trop de souvenirs pénibles et l'engage à déménager. Ils s'installent à la Villa Pratolino (acheté au grand-duc de Toscane), et finissent par vendre celle de San Donato : le 5 novembre 1881, le palais est cédé à l'industriel Gaston Mestayer, tandis que les jardins sont vendus séparément à Nemesio Papucci et Rosselli Del Turco. 
Une grande partie des immenses collections d'art, qui s'y trouvaient dans quatorze salles, est alors dispersée dans plusieurs ventes aux enchères publiques mémorables, de même que les œuvres rassemblées au musée napoléonien fondé à l'île d'Elbe par son oncle Anatole Demidoff avec les souvenirs qui, pour la plupart, lui avaient été cédés par son beau-père, le roi Jérôme.
En 1864, il commande à l'architecte Léon de Sanges la construction d'une « Villa romaine » à Deauville.
Le prince Paul Pavlovitch Demidoff développe encore la fortune familiale et la consolide en héritant d'Anatole, mort en 1870 sans postérité légitime. 
Il devient alors le second prince de San Donato, et ce titre est reconnu par le roi Victor-Emmanuel II d'Italie en 1872. En 1883, le peintre russe Alexeï Harlamov, en visite à Florence, exécute son portrait et celui de ses enfants. 
Il possédait une centaine d'usines en Russie, un million de kilomètres carrés de terres, des palais en Russie, en France et en Italie, et il était considéré comme l'un des hommes les plus riches d'Europe.